# استاین‌وی لینگدورف

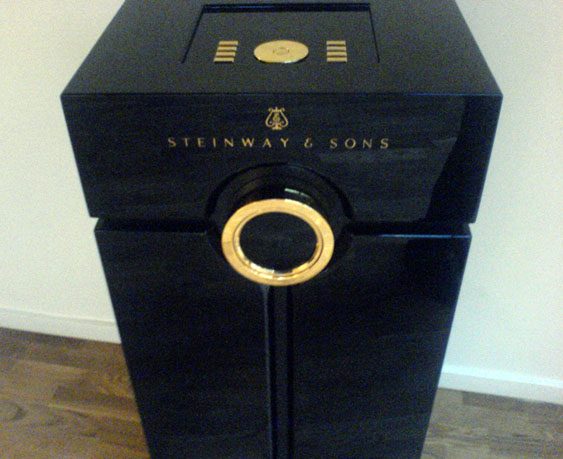
سیستم صوتی «مدل دی» استاین‌وی لینگدورف، هد یونیت (واحد مافوق)

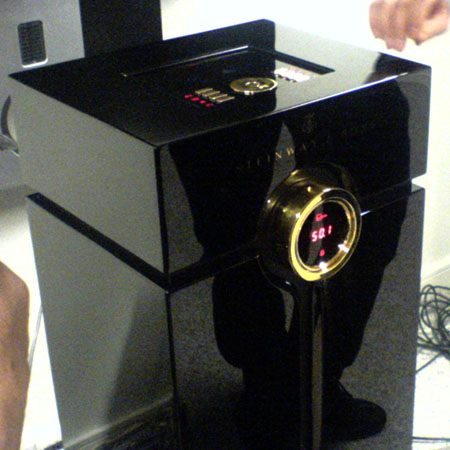
سیستم صوتی «مدل دی» استاین‌وی لینگدورف، هد یونیت (واحد مافوق)

استاین‌وی لینگدورف (به آلمانی: Steinway Lyngdorf) نام تجاری سیستم‌های صوتی پیشرفته است که توسط استاین‌وی و پسران و لینگدورف اودیو تولید می‌شود. در سال ۲۰۰۷ میلادی اولین سیستم موسیقی ایجاد شد: «مدل دی استاین‌وی لینگدورف» با هزینه ۱۵۰٬۰۰۰ دلار آمریکا؛ اگرچه از نوامبر ۲۰۱۴ میلادی این مبلغ به ۲۲۸٬۰۰۰ دلار افزایش یافته بود. مدل دی استاین‌وی لینگدورف با همکاری استودیوی طراحی یاکوب ینسن طراحی شده‌ است.

## تاریخچه
لینگدورف اودیو یک شرکت دانمارکی تولیدکنندۀ سیستم‌های صوتی است که در سال ۲۰۰۵ میلادی توسط پیتر لینگدورف در دانمارک تأسیس شد. در حال حاضر توسط توماس بیرکلوند مدیریت می‌شود. این شرکت سیستم‌های صوتی از جمله بلندگوها و تقویت‌کننده‌ها (آمپلی‌فایرها) را تولید می‌کند. در سال ۲۰۰۷ میلادی، سازندۀ پیانو استاین‌وی و پسران به شرکت حقوق انحصاری برای تولید سیستم‌های صوتی تحت نام استاین‌وی لینگدورف را داد.

## محصولات
«هدف این بود که بتوانیم صدای یک پیانوی بزرگ استاین‌وی را به قدری دقیق بازتولید کنیم که پیانیست‌ها نتوانند بفهمند که آیا به یک پیانوی واقعی گوش می‌دهند یا صدای ضبط شده. علاوه بر این، امید بود که صدا را بتوان با تجربۀ یک سمفونی یا کنسرت زنده مقایسه کرد.» نمای بیرونی محصول از ظاهر پیانوهای گرند استاین‌وی و رنگ مشکی ساتن لاکی سنتی آن‌ها الهام گرفته شده‌ است، اگرچه امروزه امکان انتخاب یک روکش سفارشی وجود دارد.
استاین‌وی لینگدورف اولین سیستم‌های جهان با صدای دیجیتال به‌طور کامل یکپارچه هستند. این سیستم‌ها شامل یک نسخۀ پیشرفته از اختراع تکنولوژیکی لینگدورف «روم‌پرفکت» (اتاق‌کامل) است، که طبق ادعای شرکت، سیستم‌ها را قادر می‌سازد تا با ویژگی‌های آکوستیک هر محیط گوش دادنی سازگار شوند. این سیستم‌ها از مواد گران‌قیمت، از جمله مقادیر زیادی طلا، برنج و آلومینیوم تشکیل شده‌اند؛ به عنوان مثال، آلومینیوم بیشتری در یک بلندگو نسبت به خودروی آئودی ای۸ وجود دارد. وزن هر بلندگو ۱۷۴ کیلوگرم است. سیستم‌ها دست‌ساز هستند و مونتاژ هر سیستم بیش از ۱۷۰ ساعت طول می‌کشد.
یکی از فن‌آوری‌های لینگدورف، ویژگی اندازه‌گیری و تصحیح آکوستیک اتاق، روم‌پرفکت است. با استفاده از این ویژگی، سیستم صوتی صدا را تصحیح می‌کند تا با محیط سازگار شود و صدای بهینه را در دو حالت ارائه دهد. یک حالت روی یک مکان واحد در اتاق تمرکز می‌کند و در نتیجه صدای بهتری برای شنونده ایجاد می‌کند؛ حالت دیگر روی مکان خاصی تمرکز نمی‌کند، اما صدا را بهینه می‌کند تا در هر نقطه از اتاق یکسان باشد.